# 嶲唐县
嶲唐县，又称为巂唐县，中国古代历史上的一个县，始置于西汉汉武帝元封二年（公元前109年），位于今天云南省云龙县西南。据《华阳国志》记载，汉武帝灭南越国后，在益州郡设立嶲唐、不韦两县，将南越国丞相吕嘉的子孙和宗族迁徙过去，以绝南越后患。东汉时嶲唐县为益州郡西部都尉的治所。南朝宋时，嶲唐县被废，成为历史地名。